# Lill-Svartsjön
Lill-Svartsjön är en sjö i Örnsköldsviks kommun i Ångermanland och ingår i Gideälvens huvudavrinningsområde.